# Typopsilopa arnaudi
Typopsilopa arnaudi är en tvåvingeart som beskrevs av Wirth 1968. Typopsilopa arnaudi ingår i släktet Typopsilopa och familjen vattenflugor. Inga underarter finns listade i Catalogue of Life.